# Valentina Abril
Valentina Abril Restrepo, antes conocida como Laura Abril, (28 de enero de 1990, La Cumbre) es una ciclista colombiana de Mountain Bike. En 2008 fue campeona mundial junior del Campeonato Mundial de Ciclismo de Montaña.  Representó a Colombia en los Juegos Olímpicos de 2012 en la modalidad de Cross Country donde abandonó la prueba por problemas técnicos con su bicicleta.
Entre el 2008 y el 2017 estudio psicología en la Pontificia Universidad Javeriana. Se graduó en el 2018.

## Palmarés
2008
- Campeonato del Mundo Junior
- entre 2008 y 2017 estudio psicología en la Pontificia Universidad Javeriana.
- ganó el campeonato nacional en Colombia
- ganó la copa saurios

2010
- Campeonato Panamericano de MTB
- Juegos Suramericanos

2013
- 3.ª en el Campeonato Panamericano
- 3.ª en los Juegos Bolivarianos en MTB en Cross country

2017
- 1.ª en los Juegos Bolivarianos en MTB en Cross country

2018
- 1.ª en los Juegos Suramericanos en MTB
- 2.ª en los Juegos Centroamericanos y del Caribe en Cross country
- se graduó de psicóloga en la Pontificia Universidad Javeriana.

## Equipos
- Infotre-LeeCougan (2008-2009)[8]
- Giant Italia Team (2012) (amateur)
- Strong Cannondale (2013) (amateur)
- Alleanza Team MTB–Scott (2016)
- Farmacia Paris (2018)